# Věžná, Žďár nad Sázavou
Věžná là một làng thuộc huyện Žďár nad Sázavou, vùng Vysočina, Cộng hòa Séc.